# Green Ethernet
Green Ethernet este o tehnologie proprie a companiei D-Link, dezvoltată pentru reducerea consumului de energie. A fost introdusă pe piața IT de D-Link. 
IEEE (Institute of Electrical and Electronics Engineers) formase anterior un grup de lucru, pentru a studia eficiența consumului de energie în hardware-ul pentru rețele. Totuși, era vorba de un proiect aflat într-o primă fază, iar data ratificării sale rămâne necunoscută. D-Link a introdus însă pe piață propria sa tehnologie, ca răspuns la cerințele pentru “rețele ecologice”, devansând astfel momentul ratificării. 
Spre deosebire de propunerea IEEE (802.3az), care se bazează pe încărcarea link-ului, tehnologia Green Ethernet funcționează în două moduri. În primul rând, detectează stadiul link-ului, permițând fiecărui port de pe switch să își diminueze consumul de energie sau să intre în modul ‘sleep’ când un dispozitiv dintr-o stație finală, de exemplu un PC, nu este activ. În al doilea rând, detectează lungimea de cablu și ajustează consumul de energie în consecință. Actualul standard Ethernet oferă switch-uri cu putere suficientă pentru a transmite un semnal care să atingă până la 100 metri lungime. Totuși, acesta este adesea inutil, în special în locuințe, unde pot fi utilizați doar 5 sau 10 metri de cablu pentru a alimenta un dispozitiv. 

## Economie de energie
Tehnologia Green Ethernet a fost utilizată prima dată pentru home switch-uri și smart switch-uri. Însă home switch-urile și dispozitivele cu mai puține porturi consumă mai puțină energie față de switch-urile utilizate de marile companii, ca urmare economiile considerabile în materie de costuri nu derivă din această tehnologie, la acest nivel. D-Link susține că până la 80% din economia de energie poate fi realizată utilizând switch-urile sale Green Ethernet, ceea ce se traduce într-o durată de viață mai îndelungată a produsului, datorită disipării reduse a căldurii.

## Routere
Noi progrese au fost anunțate în august 2008, când D-Link a incorporat noua tehnologie în routerele sale wireless. Un WLAN Scheduler va fi disponibil pe routerele Wireless N Gigabit, permițând utilizatorului să stabilească momentul cand semnalele radio Wi-Fi sunt active sau nu, pentru a reduce și în acest mod consumul de energie. Upgrade-uri de firmware pentru dispozitive vor dota routerele cu această tehnologie, chiar dacă au fost achiziționate anterior lansării sale.